# Amblysellus curtisii
Amblysellus curtisii är en insektsart som beskrevs av Fitch 1851. Amblysellus curtisii ingår i släktet Amblysellus och familjen dvärgstritar. Inga underarter finns listade i Catalogue of Life.